# Pleotrichophorus patonkus
Pleotrichophorus patonkus är en insektsart som först beskrevs av Hottes och Theodore Henry Frison 1931.  Pleotrichophorus patonkus ingår i släktet Pleotrichophorus och familjen långrörsbladlöss.

## Underarter
Arten delas in i följande underarter:
- P. p. coloradensis
- P. p. patonkus